# Троицкий, Евгений Петрович
Евге́ний Петро́вич Тро́ицкий (22 февраля 1890, Царицын — 22 июня 1960, Николина Гора) — советский химик-аналитик, почвовед, доктор геолого-минералогических наук, профессор. Первый декан химического факультета МГУ (1929 г.), зам. декана физико-математического факультета МГУ (конец 20-х г.), заведующий кафедрой химии почв геолого-почвенного факультета (1943—1949 г.).

## Биография
Евгений Петрович родился в Царицыне (ныне Волгоград) в 1890 году.
Окончил классическую гимназию. После учёбы преподавал на Вольных курсах рабочей молодежи.
Переезжает в Санкт-Петербург и там получает высшее образование в Петербургской Педагогической академии.
В 1915 году окончил физико-математический факультет Московского государственного университета по специальности органическая химия и почвоведение. Со студенческих лет и до конца жизни Евгений Петрович уделял большое внимание разработке методов химического анализа почв и изучению микроэлементов в химии почв.
Кандидатскую диссертацию по теме «Химическая природа гуминовых кислот чернозема по данным фракционированного окисления» защитил в 1917 году.
Известен тот факт, что Троицким была создана объемная модель Периодической таблицы Д. И. Менделеева. В ней все элементы разделены на три блока, при вращении которых виден естественный переход от одной группы к другой.
В это время в МГУ рассматривался проект о внедрении общеобразовательных курсов для студентов, которые открылись осенью 1920 года. В основном читались лекции по естественным и общественным дисциплинам. Евгений Петрович преподавал неорганическую химию совместно с Маляровым К. Л.
В 1922 году в результате реорганизации кафедры агрономии вновь образуется кафедра почвоведения, где Е. П. Троицкий работал ассистентом профессора И. П. Жолцинского. В 1923 году 8 сентября на физико-математическом факультете состоялось первое заседание комиссии по организации геолого-географического отделения. Секретарем был выбран Е. П. Троицкий, а председателем Временного совета — академик АН СССР А. П. Павлов.
В 1929 году Евгений Петрович стал первым деканом вновь образованного Химического факультета МГУ. В конце 1920-х — зам. декана физико-математического факультета МГУ.
В 1941 году защитил докторскую диссертацию по теме «Химические основы процесса гумификации». В 1943 стал профессором Московского университета. В этом же году была создана новая кафедра химии и анализа почв и грунтов на почвенно-геологическом факультете, которую представилась честь возглавить Евгению Петровичу (1943—1949 гг).
После объединения биологического и почвенного факультетов, стал заведующим лабораторией химии почв кафедры почвоведения биолого-почвенного факультета (1949—1955 гг.). Ученые получили новые приборы и оборудование для анализа почв.
Скончался 22 июня 1960 года на даче в Николиной Горе, в Подмосковье. Похоронен на Введенском кладбище (9 уч.).

## Научные исследования
Область научных исследований: химия почв, а особенно изучение гуминовых веществ.
Научные интересы Троицкого складывались под влиянием А. Н. Сабанина (на тот момент уже признанный специалист в области почвоведения и химии почв) и В. В. Геммерлинга (предложил коллоидно-химическую классификацию гуминовых веществ, основанную на принципе Свена Одена).
В 1915—1917 г. при изучении Самарского заволжского чернозема Е. П. Троицким была разработана методика дробного окисления гуминовых веществ перманганатом калия в щелочной и кислой среде и из продуктов выделена терефталевая кислота. На основе исследований Евгений Петрович высказал предположение о том, что гуминовая кислота — полициклическое соединение цепевидной формы (позже вошло в научный форд химии почв) и предложил фурановую теорию строения её ядра. Следующие применения фракционного окисления органических веществ были на много позже опубликованы Новаком (1987).
В 1930—1940 г. Троицкий был руководителем анализа более десяти тысяч образцов почв из различных регионов России. В 1937—1939 гг. Евгений Петрович принял активное участие в работе Института почвоведения. Исследовались почвы, используемые для испытания зерновыми, овощными и плодовыми культурами. Вместе с М. А. Шульгой и Н. А. Качинским была издана «Инструкция методов изучения почв сортоучастков».
В 1940-х годов мало изучались вопросы о роли азота в процессе гумификации. Именно проблемами формирования устойчивых, трудно разлагаемых соединений азота, накопления в определённых формах в почвах, теории вхождения в состав безазотистых высокомолекулярных веществ и высвобождения азота занимался Е. П. Троицкий. Также значению и роли в построении гуминовых кислот этого элемента уделял его однокурсник И. П. Жолцинский.
Эти проблемы подняты в докторской диссертации Евгения Петровича, где подчеркивается, что азот — один из важных участников процесса гумификации и характерной формой является азот гетероциклических соединений. Были рассмотрены возможные механизмы встраивания аммиачного азота и формирование гетероциклических гуминовых кислот. Но эта тема не получила даже минимального развития в современной науке.
Особое внимание Е. П. Троицкий уделил и роли углеводов в процессе гумификации. Он один из первых высказал предположение о том, что при постмортальных превращениях углеводы сначала теряют воду, а затем образуют тёмноокрашенные, гуминоподобные вещества. Евгений Петрович предположил, что в таких процессах важными реакциями могут быть замена кислорода на аминогруппу с последующем уплотнением образующихся продуктов. Но и эта тема не нашла экспериментального подтверждения.
Е. П. Троицкий был один из первых ученых, кто выполнил довольно подробное рентгенографическое исследование гуминовых кислот. Сейчас доказано, что рентгенография не позволяет получить много информации о строении гуминовых веществ, в связи с их полидисперсным составом.
В последние годы трудовой деятельности Евгений Петрович изучал роль микроэлементов в почвах. В 1940-50-х гг. Троицкий начал разрабатывать учение о микроэлементах и которое позже сформулировал В. А. Ковда, как важнейшую межуниверситетскую задачу.
В 1943 году были начаты исследования почв и виноградников РСФСР, Узбекистане, в Крыму, Дагестане и тд. После войны выпущено несколько учебных пособий, одно из которых «Методы химического анализа почв» (1949).
Основные взгляды и идеи были опубликованы лишь в статьях «Роль минерального азота в синтезе органического вещества почвы-растения» (1949) и «Основные проблемы учения о микроэлементах в системе почва-растение» (1960).
В статье 1949 года Евгений Петрович дал оценку процессам, протекающим в почвах, и сформулировал основополагающее определение понятия «почва», базируясь лишь на химическом составе этого природного тела. Также поставлены такие вопросы, как роль минеральных солей, перегнойных веществ, биологический круговорот химических элементов. В 1952 году в соавторстве с В. В. Геммерлингом, Н. С. Авдониным издана книга «Ученые записки МГУ, Вып.141, Почвоведение».
Первое Межвузовское совещание по микроэлементам и природной радиоактивности почв СССР проведено в Московском университете в апреле 1957 года. На втором в 1960 году Евгений Петрович предоставил доклад, который позже был опубликован в «Вестнике Московского университета». В работе было высказано о значительной роли малых количеств веществ в биологических процессах, таких как ферменты, гормоны, витамины и тд. Также было сформулировано понятие «микроэлемент», основываясь не столько на содержании в почвах, но и на функциональном участии в биологических процессах.
Известно высказывание Евгения Петровича Троицкого, завершающее его последнюю работу, о том, что решение многих проблем принадлежит будущему:

…занавес, скрывающий от нас интимную сторону биопроцессов, пока ещё не поднят, но он уже колышется при помощи микроэлементов.

## Педагогическая деятельность
Троицкий всегда уделял большое внимание студентам, аспирантам и молодым сотрудникам, стараясь развить у них самостоятельное научное мышление. При чтении лекций старался передать логический анализ общих закономерностей, проанализировать со студентами методологию научного исследования и развития научных принципов.
В Московском университете Евгений Петрович преподавал практические занятия на физико-математическом факультете по органическому и почвенному анализу, морфологии и систематике почв. Читал курс лекций «Методы почвенного анализа».
На химическом факультете вел практикум по аналитической химии.
На геолого-почвенном факультете: занятия по курсам силикатного и химического анализа почв. Был автором и читал курсы «Химия почв» и «Учение о микроэлементах».
Известные ученики: профессор, доктор биологических наук Зырин Н. Г. (вклад в развитие химии почв как науки и изучение микроэлементов в почвах), доцент, кандидат биологических наук А. И. Обухов (вклад в разработку методических основ определения микроэлементов в объектах биосферы).

## Награды
— орден Ленина;
— медаль «За доблестный труд в Великой Отечественной войне 1941—1945 гг.»;
— знак «Отличник народного просвещения» (1945).